# Erdal Yıldız (Fußballspieler)
Erdal Yıldız (* 9. Oktober 1971) ist ein ehemaliger deutsch-türkischer Fußballspieler.

## Sportlicher Werdegang
Yıldız entstammt der Jugend von Waldhof Mannheim, wo der Mittelfeldspieler zu Beginn der 1990er Jahre in die Amateurmannschaft aufrückte.  Als Günter Sebert am 14. September 1991 als Cheftrainer der Wettkampfmannschaft entlassen wurde, übernahm Yıldız vormaliger Jugendtrainer Valentin Herr interimistisch das Traineramt und Yıldız saß beim 1:1-Remis gegen den 1. FSV Mainz 05 unter Herrs Verantwortung erstmals bei den Profis auf der Ersatzbank, ohne jedoch zum Einsatz zu kommen. Anschließend übernahm Klaus Toppmöller den Trainerposten, unter dem er im Kreis der Profimannschaft blieb. Beim 0:0-Remis am 11. Oktober gegen den SV Darmstadt 98 kam er als Einwechselspieler für den verletzten Norbert Hofmann ab der 43. Spielminute zu seinem ersten Zweitligaeinsatz. Drei Wochen später bestritt er gegen den Chemnitzer FC sein zweites und letztes Profispiel.
Im Sommer 1992 wechselte Yıldız zum Drittligisten SV Edenkoben, für den er in der Oberliga Südwest auflief. Am Ende der Spielzeit 1993/94 qualifizierte er sich mit dem Klub als Vizemeister hinter Eintracht Trier für die neu geschaffene Regionalliga West/Südwest. Anfang 1995 zog er vom abstiegsbedrohten Klub zum ebenfalls im Abstiegskampf befindlichen Süd-Regionalligisten Kickers Offenbach weiter, bei dem zwischenzeitlich Herr nach der Entlassung Lothar Buchmanns den Trainerposten übernommen hatte. Hier lief er in fünf Drittligaspielen auf, nach Herrs Freistellung Anfang April 1995 kam er unter dessen Nachfolger Wilfried Kohls nicht mehr in der Regionalliga zum Einsatz. Yıldız lief später noch für die TSG Pfeddersheim in der Südwest-Oberliga sowie weitere Klubs im unterklassigen Amateurbereich auf.